# Goldkinder
| Оценки критиков | Оценки критиков |
| Источник        | Оценка          |
| --------------- | --------------- |
| Impericon       | [ 2 ]           |
| Metal Hammer    | 5/7             |

Goldkinder — третий альбом немецкой экспериментал-деткор-группы We Butter the Bread with Butter. Альбом вышел 9 августа 2013 года. Альбом попал на 27 место в чарте Century Media Control.
Первый сингл Pyroman & Astronaut занял 16 место на German MetalRock Charts. Сингл вышел 17 мая 2013 года.
Песня Meine Brille появилась на BBC Radio. Это первое появление WBTBWB на BBC Radio.
Второй сингл Das Uhrwerk вышел 18 июня 2013 года.
Третий сингл Alles Was Ich Will вышел 10 июля 2013 года .

## Список композиций
| №                   | Название                                | Длительность |
| ------------------- | --------------------------------------- | ------------ |
| 1.                  | «Alles Was Ich Will»                    | 3:49         |
| 2.                  | «Meine Brille»                          | 3:38         |
| 3.                  | «Pyroman & Astronaut»                   | 4:07         |
| 4.                  | «Ohne Herz»                             | 3:15         |
| 5.                  | «Super Heiß Ins Trommelfell (S.H.I.T.)» | 3:28         |
| 6.                  | «Viva Mariposa»                         | 5:05         |
| 7.                  | «Fall»                                  | 3:37         |
| 8.                  | «Mayday Mayday»                         | 3:21         |
| 9.                  | «Makellos»                              | 4:03         |
| 10.                 | «Das Uhrwerk»                           | 4:04         |
| 11.                 | «Krieg Aus Gold»                        | 3:55         |
| 12.                 | «Psycho»                                | 3:59         |
| 13.                 | «Kind Im Brunnen»                       | 4:49         |
| Общая длительность: | Общая длительность:                     | 51:03        |

| №                   | Название                                                | Длительность |
| ------------------- | ------------------------------------------------------- | ------------ |
| 14.                 | «Makellos (Weiss Schnur Remix)»                         | 4:40         |
| 15.                 | «Super Heiß Ins Trommelfell (S.H.I.T.) (Dublyme Remix)» | 4:00         |
| Общая длительность: | Общая длительность:                                     | 59:43        |

| №                   | Название                                  | Длительность |
| ------------------- | ----------------------------------------- | ------------ |
| 16.                 | «Meine Brille (Dublyme Remix)»            | 5:36         |
| 17.                 | «Alles Was Ich Will (Weiss Schnur Remix)» | 4:14         |
| 18.                 | «Alles Was Ich Will (Instrumental)»       | 3:49         |
| 19.                 | «Meine Brille (Instrumental)»             | 3:38         |
| 20.                 | «Das Uhrwerk (Instrumental)»              | 4:05         |
| 21.                 | «Viva Mariposa (Instrumental)»            | 5:01         |
| Общая длительность: | Общая длительность:                       | 26:24        |

## Участники записи
We Butter the Bread with Butter
- Paul Bartzsch — вокал
- Marcel "Marci" Neumann — гитара, клавишные, программирование
- Maximilian Pauly Saux — бас-гитара
- Can Özgünsür — ударные, клавишные

## Чарты
| Чарт (2013)         | Позиция |
| ------------------- | ------- |
| German Album Charts | 27      |
| Austria Album Tops  | 70      |